# Gémenos
Gémenos é uma comuna francesa na região administrativa da Provença-Alpes-Costa Azul, no departamento de Bouches-du-Rhône. Estende-se por uma área de 32,75 km². Em 2010 a comuna tinha 6 677 habitantes (densidade: 203,9 hab./km²).